# Vilarinho do Bairro
Vilarinho do Bairro ist ein Ort und eine Gemeinde in der Mittelregion von Portugal.

## Geschichte
Aus römischer Zeit stammen Ausgrabungen von Wohnhäusern (am Habitat do Porto da Pipa) und eines römischen Thermalbades an der archäologischen Fundstelle Nossa Senhora dos Banhos.
Der heutige Ort lässt sich seit dem 9. Jahrhundert durch Funde belegen und wurde vermutlich im Verlauf der Reconquista neu besiedelt. Erstmals offiziell dokumentiert wurde er in einer Schenkungsurkunde an das Kloster von Vacariça im Jahr 1020, bereits als Sitz einer eigenen kleinen Gemeinde.
1514 erhielt der Ort erste Stadtrechte durch D. Manuel und wurde Sitz eines Kreises. Seither trägt der Ort den Titel einer Kleinstadt (Vila).
Im Zuge der Verwaltungsreformen nach der Liberalen Revolution 1822 wurde der Kreis Vilarinho do Bairro 1836 aufgelöst und dem Kreis São Lourenço do Bairro angegliedert. Seit dessen Auflösung 1855 ist Vilarinho do Bairro eine Gemeinde des Kreises Anadia.

## Verwaltung
Vilarinho do Bairro ist eine Gemeinde (Freguesia) im Kreis (Concelho) von Anadia, im Distrikt Aveiro. In der Gemeinde leben 2491 Einwohner (Stand 19. April 2021).
Folgende Ortschaften liegen in der Gemeinde:
| - Azenha - Azenha Nova - Banhos - Bemposta - Chipar de Baixo - Chipar de Cima - Levira | - Moita Redonda - Pedreira de Vilarinho - Samel - Torres - Vendas de Samel - Vilarinho do Bairro |

## Söhne und Töchter der Gemeinde
- Vital Moreira (* 1944), Jurist, Hochschullehrer und Politiker
- Nélson Oliveira (* 1989), Radrennfahrer